# زدنيك زلينكا
زدنيك زلينكا (بالتشيكية: Zdeněk Zelenka)‏ (و. 1954  م) هو مخرج أفلام، وكاتب، وكاتب مسرحي، وكاتب سيناريو تشيكي، ولد في براغ.

## وصلات خارجية
- زدنيك زلينكا على موقع IMDb (الإنجليزية)
- زدنيك زلينكا على موقع ميوزك برينز (الإنجليزية)
- زدنيك زلينكا على موقع أول موفي (الإنجليزية)
- زدنيك زلينكا على موقع قاعدة بيانات الفيلم (الإنجليزية)
- زدنيك زلينكا على موقع كينوبويسك (الروسية)